# Warwara Zielenska
Warwara Władimirowna Zielenska, po mężu Degeorges (ros. Варвара Владимировна Зеленская, ur. 5 października 1972 w Pietropawłowsku Kamczackim) – rosyjska narciarka alpejska reprezentująca ZSRR, a później Rosję, brązowa medalistka mistrzostw świata.

## Kariera
Po raz pierwszy na arenie międzynarodowej pojawiła się w 1988 roku, startując na mistrzostwach świata juniorów w Madonna di Campiglio. Zajęła tam 15. miejsce w zjeździe, 25. w supergigancie i 29. w gigancie. Jeszcze dwukrotnie startowała na imprezach tego cyklu, zdobywając brązowy medal w zjeździe podczas mistrzostw świata juniorów w Zinal w 1990 roku.
W zawodach Pucharu Świata zadebiutowała 18 lutego 1989 roku w Lake Louise, gdzie zajęła 13. miejsce w zjeździe. Tym samym już w debiucie zdobyła pierwsze pucharowe punkty. Na podium zawodów PŚ po raz pierwszy stanęła 21 grudnia 1990 roku w Morzine, kończąc zjazd na trzeciej pozycji. W zawodach tych wyprzedziły ją jedynie Austriaczka Petra Kronberger i Chantal Bournissen ze Szwajcarii. W kolejnych startach jeszcze dwanaście razy stanęła na podium, odnosząc przy tym cztery zwycięstwa: 1 marca 1996 roku w Narwiku, 1 lutego 1997 roku w Laax, 28 lutego 1997 roku w Happo One i 2 marca 1997 roku w Happo One była najlepsza w zjeździe. W sezonie 1996/1997 zajęła 10. miejsce w klasyfikacji generalnej, a w klasyfikacji zjazdu była trzecia.
Wystartowała na igrzyskach olimpijskich w Albertville w 1992 roku, gdzie zajęła 24. miejsce w supergigancie. Na rozgrywanych dwa lata później igrzyskach w Lillehammer była ósma w zjeździe, a w supergigancie zajęła 21. miejsce. Podczas igrzysk olimpijskich w Nagano w 1998 roku była dwunasta w supergigancie i trzynasta w zjeździe. Brała również udział w igrzyskach olimpijskich w Salt Lake City w 2002 roku, zajmując odpowiednio 26. i 21. pozycję. Była też między innymi szósta w zjeździe i dziesiąta w supergigancie podczas mistrzostw świata w Sestriere w 1997 roku.

## Osiągnięcia

### Igrzyska olimpijskie
| Miejsce | Dzień     | Rok  | Miejscowość    | Konkurencja | Czas biegu | Strata | Zwyciężczyni       |
| ------- | --------- | ---- | -------------- | ----------- | ---------- | ------ | ------------------ |
| DNF     | 13 lutego | 1992 | Albertville    | Kombinacja  | 2,55 pkt   | -      | Petra Kronberger   |
| DNS     | 15 lutego | 1992 | Albertville    | Zjazd       | 1:52,55    | -      | Kerrin Lee-Gartner |
| 24.     | 18 lutego | 1992 | Albertville    | Supergigant | 1:21,22    | +5,17  | Deborah Compagnoni |
| 21.     | 15 lutego | 1994 | Lillehammer    | Supergigant | 1:22,15    | +1,65  | Diann Roffe        |
| 8.      | 19 lutego | 1994 | Lillehammer    | Zjazd       | 1:35,93    | +1,55  | Katja Seizinger    |
| DMF     | 21 lutego | 1994 | Lillehammer    | Kombinacja  | 3:05,16    | -      | Pernilla Wiberg    |
| DNS     | 24 lutego | 1994 | Lillehammer    | Gigant      | 2:30,97    | -      | Deborah Compagnoni |
| 12.     | 11 lutego | 1998 | Nagano         | Supergigant | 1:18,02    | +0,70  | Picabo Street      |
| 13.     | 16 lutego | 1998 | Nagano         | Zjazd       | 1:29,89    | +1,49  | Katja Seizinger    |
| 21.     | 12 lutego | 2002 | Salt Lake City | Zjazd       | 1:39,56    | +2,87  | Carole Montillet   |
| 26.     | 17 lutego | 2002 | Salt Lake City | Supergigant | 1:13,59    | +3,03  | Daniela Ceccarelli |

### Mistrzostwa świata
| Miejsce | Dzień       | Rok  | Miejscowość   | Konkurencja | Czas biegu | Strata | Zwyciężczyni         |
| ------- | ----------- | ---- | ------------- | ----------- | ---------- | ------ | -------------------- |
| 14.     | 26 stycznia | 1991 | Saalbach      | Zjazd       | 1:29,12    | +1,62  | Petra Kronberger     |
| 11.     | 29 stycznia | 1991 | Saalbach      | Supergigant | 1:08,72    | +1,53  | Ulrike Maier         |
| 14.     | 31 stycznia | 1991 | Saalbach      | Kombinacja  | 26,45 pkt  | ?      | Chantal Bournissen   |
| 28.     | 10 lutego   | 1993 | Morioka       | Gigant      | 2:17,59    | +7,45  | Carole Merle         |
| 13.     | 11 lutego   | 1993 | Morioka       | Zjazd       | 1:27,38    | +1,29  | Kate Pace            |
| 21.     | 14 lutego   | 1993 | Morioka       | Supergigant | 1:33,52    | +1,80  | Katja Seizinger      |
| 23.     | 12 lutego   | 1996 | Sierra Nevada | Supergigant | 1:21,00    | +2,27  | Isolde Kostner       |
| 13.     | 18 lutego   | 1996 | Sierra Nevada | Zjazd       | 1:54,06    | +1,74  | Picabo Street        |
| 22.     | 22 lutego   | 1996 | Sierra Nevada | Gigant      | 2:10,74    | +13,75 | Deborah Compagnoni   |
| DSQ1    | 9 lutego    | 1997 | Sestriere     | Gigant      | 2:39,19    | -      | Deborah Compagnoni   |
| 10.     | 11 lutego   | 1997 | Sestriere     | Supergigant | 1:23,50    | +1,58  | Isolde Kostner       |
| 6.      | 15 lutego   | 1997 | Sestriere     | Zjazd       | 1:41,18    | +0,89  | Hilary Lindh         |
| 18.     | 29 stycznia | 2001 | St. Anton     | Supergigant | 1:23,44    | +1,32  | Régine Cavagnoud     |
| 21.     | 6 lutego    | 2001 | St. Anton     | Zjazd       | 1:36,20    | +2,75  | Michaela Dorfmeister |

### Mistrzostwa świata juniorów
| Miejsce | Dzień       | Rok  | Miejscowość          | Konkurencja | Czas biegu | Strata | Zwyciężczyni           |
| ------- | ----------- | ---- | -------------------- | ----------- | ---------- | ------ | ---------------------- |
| 15.     | 27 stycznia | 1988 | Madonna di Campiglio | Zjazd       | 1:15,24    | +1,85  | Andrea Schwarzenberger |
| 25.     | 28 stycznia | 1988 | Madonna di Campiglio | Supergigant | 1:16,26    | +3,32  | Sabine Ginther         |
| 29.     | 30 stycznia | 1988 | Madonna di Campiglio | Gigant      | 1:53,22    | +3,65  | Sabine Ginther         |
| 6.      | 5 kwietnia  | 1989 | Aleyska              | Zjazd       | 1:31,91    | +1,34  | Sabine Ginther         |
| 16.     | 6 kwietnia  | 1989 | Aleyska              | Supergigant | 1:20,69    | +2,98  | Sabine Ginther         |
| 24.     | 7 kwietnia  | 1989 | Aleyska              | Slalom      | 1:41,48    | +10,26 | Gabriela Zingre        |
| 22.     | 8 kwietnia  | 1989 | Aleyska              | Gigant      | 2:09,19    | +5,32  | Kimberly Schmidinger   |
| 3.      | 21 marca    | 1990 | Zinal                | Zjazd       | 1:25,48    | +0,54  | Swietłana Gładyszewa   |
| 5.      | 22 marca    | 1990 | Zinal                | Supergigant | 1:10,12    | +0,70  | Katja Seizinger        |
| 17.     | 23 marca    | 1990 | Zinal                | Gigant      | 2:23,17    | +5,28  | Manuela Umele          |
| 14.     | 24 marca    | 1990 | Zinal                | Slalom      | 1:06,79    | +5,76  | Katrin Neuenschwander  |

### Puchar Świata

#### Miejsca w klasyfikacji generalnej
- sezon 1988/1989: 59.
- sezon 1989/1990: 58.
- sezon 1990/1991: 21.
- sezon 1991/1992: 42.
- sezon 1992/1993: 25.
- sezon 1993/1994: 32.
- sezon 1994/1995: 13.
- sezon 1995/1996: 17.
- sezon 1996/1997: 10.
- sezon 1997/1998: 47.
- sezon 1999/2000: 28.
- sezon 2000/2001: 66.
- sezon 2001/2002: 57.

#### Miejsca na podium
1. Morzine – 21 grudnia 1990 (zjazd) – 3. miejsce
2. Furano – 24 lutego 1991 (zjazd) – 3. miejsce
3. Haus – 22 stycznia 1993 (zjazd) – 2. miejsce
4. Saalbach – 5 marca 1995 (zjazd) – 2. miejsce
5. Lenzerheide – 11 marca 1995 (zjazd) – 2. miejsce
6. Bormio – 15 marca 1995 (zjazd) – 2. miejsce
7. Lake Louise – 3 grudnia 1995 (zjazd) – 3. miejsce
8. Narwik – 1 marca 1996 (zjazd) – 1. miejsce
9. Lake Louise – 1 grudnia 1996 (supergigant) – 3. miejsce
10. Narwik – 29 lutego 1996 (zjazd) – 2. miejsce
11. Laax – 1 lutego 1997 (zjazd) – 1. miejsce
12. Happo One – 28 lutego 1997 (zjazd) – 1. miejsce
13. Happo One – 2 marca 1997 (zjazd) – 1. miejsce